# Исдал, Арве
Арве Исдал (норв. Arve Isdal; род. 28 августа 1977 года, Стур, Норвегия), также известный как Ice Dale — норвежский музыкант и продюсер, более известный как лид-гитарист экстремальной метал-группы Enslaved и хард-рок-группы Audrey Horne. Он владеет и управляет студией Conclave & Earshot в Бергене вместе с бывшим участником группы Enslaved Гербрандом Ларсеном. Помимо работы в качестве музыканта и продюсера, Исдал также преподаёт музыкальное продюсирование в Noroff.
Исдал выпустил десять студийных альбомов с Enslaved и семь альбомов с Audrey Horne. Он получил шесть норвежских наград Spellemannprisen: пять с Enslaved и одну с Audrey Horne.

## Музыкальная карьера
Первоначально Исдал находился под влиянием хард-рок-групп, таких как Kiss, Led Zeppelin и Deep Purple, а также прогрессивных рок-групп, таких как Pink Floyd и King Crimson, прежде чем открыть для себя хэви-метал. Он присоединился к своей первой экстремальной метал-группе Malignant Eternal, в середине 1990-х и появился на их альбоме Alarm в 1999 году. Исдал присоединился к Enslaved в 2002 году и с тех пор записал с группой десять студийных альбомов, начиная с Below the Lights в 2003 году. Исдал также стал участником хард-рок-группы Audrey Horne в 2002 году и выпустил с ней семь альбомов. Он гастролировал с бывшим вокалистом Iron Maiden Полом Ди’Анно с 2002 по 2003 год.
В 2006 году Исдал участвовала в блэк-металй-супергруппе I вместе с Аббатом из Immortal, Кингом из Gorgoroth и бывшим барабанщиком Immortal Армагеддой. Группа выпустила студийный альбом Between Two Worlds и отыграла своё единственное шоу на фестивале Hole in the Sky в том же году. В 2007 году он выпустил одноимённый альбом с глэм-метал-группой Bourbon Flame. Вместе с участниками Enslaved и нойз-рок-группы Fe-Mail Исдал создал сайд-проект Trinacria и выпустил альбом Travel Now Journey Infinite в 2008 году. В том же году он был частью концертного состава Gorgoroth во время их летнего тура.
Вместе с участниками Enslaved Исдал озвучил эпизод мультсериала «Металлопокалипсис» в 2009 году. В 2010 году Исдал был сессионным участником альбома Ov Hell The Underworld Regime, а в следующем году он сыграл на гитаре и басу в сольном альбоме Demonazа March of the Norse. В начале 2010-х Исдал записал неизданный альбом с супергруппой Temple of the Black Moon, в состав которой вошли вокалист Cradle of Filth Дэни Филт, гитарист Роб Каджиано из Anthrax и Volbeat, басист Кинг, клавишник Герлиоз из Dimmu Borgir и барабанщик Джон Темпеста из The Cult и White Zombie. В 2012 году, Выступление Gorgoroth на Wacken Open Air в 2008 году было выпущено в виде концертного альбома под названием God Seed. В 2021 году Исдал сыграл на акустической гитаре в сингле Ивара Бьорнсона и Эйнара Селвика «Hardanger». Исдал гастролировал с Аббатом и его одноимённой группой в качестве басиста в конце 2022 года. Он спродюсировал и исполнил партию баса на студийном альбоме Immortal 2023 года War Against All.

## Дискография
Совместно с Enslaved
- Below the Lights (2003 г.)
- Isa (2004 г.)
- Ruun (2006 г.)
- Vertebrae (2008 г.)
- Axioma Ethica Odini (2010 г.)
- RIITIIR (2012 г.)
- In Times (2015 г.)
- E (2017 г.)
- Utgard (2020 г.)
- Heimdal (2023 г.)

Совместно с Audrey Horne
- No Hay Banda (2005 г.)
- Le Fol (2007 г.)
- Audrey Horne (2010 г.)
- Youngblood (2013 г.)
- Pure Heavy (2014 г.)
- Blackout (2018 г.)
- Devil’s Bell (2022 г.)

Совместно с I
- Between Two Worlds (2006 г.)

Malignant Eternal
- Alarm (1999 г.)

Bourbon Flame
- Bourbon Flame (2007 г.)

Trinacria
- Travel Now Journey Infinitely (2008 г.)

Drott
- Orcus (2021 г.)
- Troll (2023 г.)

Hjerteslag
- Tyvens Dagbok (2022 г.)

## Продюсирование и авторство
| Год  | Исполнитель        | Название                                      | Песни           | Примечание                 |
| ---- | ------------------ | --------------------------------------------- | --------------- | -------------------------- |
| 2005 | Octavia Sperati    | Winter Enclosure                              |                 | звукорежиссёр              |
| 2007 | Octavia Sperati    | Grace Submerged                               |                 | звукорежиссёр              |
| 2007 | Syrach             | Days Of Wrath                                 |                 | продюсер                   |
| 2007 | Vulture Industries | The Dystopia Journals                         |                 | звукорежиссёр              |
| 2010 | Gravdal            | Torturmantra                                  |                 | звукорежиссёр              |
| 2010 | Blodhemn           | Brenn Alle Bruer                              |                 | звукорежиссёр              |
| 2010 | Sahg               | III                                           |                 | со-продюсер, звукорежиссёр |
| 2010 | Byfrost            | Black Earth                                   |                 | звукорежиссёр              |
| 2011 | Byfrost            | Of Death                                      |                 | со-продюсер                |
| 2011 | Taake              | Noregs Vaapen                                 |                 | звукорежиссёр              |
| 2011 | Demonaz            | March of the Norse                            |                 | продюсер                   |
| 2012 | Tortorum           | Extinctionist                                 |                 | звукорежиссёр              |
| 2012 | The Gathering      | Disclosure                                    |                 | звукорежиссёр              |
| 2012 | Blodhemn           | Holmengraa                                    |                 | звукорежиссёр              |
| 2014 | Blodhemn           | H7                                            |                 | звукорежиссёр              |
| 2015 | Audrey Horne       | Sannhet På Boks — En Hyllest Til Raga Rockers | «Drept Kjendis» | продюсер, звукорежиссёр    |
| 2023 | Immortal           | War Against All                               |                 | продюсер, звукорежиссёр    |